# Ціна правди
«Ціна правди» (пол. Obywatel Jones, англ. Mr. Jones) робоча назва «Ґарет Джонс» (пол./англ. Gareth Jones) — копродукційний фільм польської режисерки Аґнєшки Голланд. Сценарій написала американська журналістка українського походження Андреа Халупа. Фільм розповідає про валлійського репортера, який вперше в західній пресі заявив під власним ім'ям про Голодомор.
Світова прем'єра стрічки відбулася 10 лютого 2019 року в межах конкурсної програми 69-ого Берлінського міжнародного кінофестивалю. Прем'єра в Україні відбулася 28 листопада 2019-го.

## Сюжет
1933 рік. Валлійський журналіст та молодий радник британського прем'єр-міністра Ґарет Джонс, якому вдалося взяти інтерв'ю у Гітлера, шукає наступну велику історію та приїжджає до Москви, щоб взяти інтерв'ю у Сталіна. Також, йому пече питання, звідки Союз бере ресурси, в той час, як світ охоплений кризою. У телефонній розмові з другом-репортером з Москви падає якийсь тривожний натяк, коли ж Джонс нарешті приїжджає, його друг гине. У Москві Джонс знайомиться з впливовим американським журналістом Волтером Дюранті та наближеною до нього репортеркою Адою Брукс, яка дає йому підказку, де шукати корінь «радянського чуда». Здогадуючись, що його друга вбили через те, що він забагато довідався про українське збіжжя та реальну ситуацію в «комуністичному раю», він прагне довідатись правду. У нього є і свій персональний мотив побачити Україну, де його матір колись вчила дітей англійської мови поблизу Юзівки. Ґарет, попри смертельні погрози спецслужб СРСР, розпочинає власне розслідування.
Журналіст рушає в карколомну сповнену горору подорож вмираючою Україною. Він бачить вимерлі села, голодуючих дітей, нелюдських червоноармійців, які відбирають та відправляють у Москву збіжжя і крок за кроком наближається до розкриття правди про найбільшу трагедію українського народу — Голодомор. Врешті він потрапляє в лапи НКВДистів, і лише його ефемерний статус наближеності до Ллойд Джорджа рятує його від ув'язнення і смерті. Його відпускають додому з настійними «порадами» утриматись від негативу на адресу радянського керівництва. Однак, властиво, йому й так не ймуть віри ані прості обивателі, ані лідери Західного світу. Збіжжя, вкрадене в українських селян, робить свою справу на Заході. Америка визнає Радянський Союз і починає з ним торгівлю, подібна ситуація і в політичних колах Британії. Авторитет Волтера Дюранті в купі з його Пулітцерівською премією переборює спроби Джонса «підняти бучу» правдивою інформацією про трагедію українських селян. Попри кілька гучних публікацій, його повідомлення не роблять суттєвого впливу на політику західних держав. Коли він повертається у провінцію, його мучать почуття поразки, тяжкі спогади та загальна недовіра.
І хоча в останніх кадрах глядач довідується про його останню подорож і смерть, ймовірно від рук радянських агентів, все ж фільм залишає враження надаремності зусиль і прагнень доброчесного британського журналіста. Частково це досягається паралельною розповіддю з включенням фрагментами в сюжет фільму згадок про роботу іншого видатного британця Джорджа Орвелла над написанням алегоричного роману «Колгосп тварин» (1945), підґрунтям для якого стали викриття Ґарета Джонса. Автор навіть зводить цих двох видатних для нас, у нашому сьогоднішньому розумінні, британських правдолюбців, у випадковій зустрічі після виступу Ґарета з розвінчуванням радянської утопії. Ця лінія пов'язує історію про Ґарета Джонса з історією про Джорджа Орвела, дослідницею якого є сценаристка і співпродюсерка фільму Андреа Халупа, предки якої по материнській лінії також, магічним чином, походять із Донбасу і яка присвятила велику частину своєї попередньої діяльності дослідженням і популяризації Орвела та його культового твору «Колгосп тварин».

## У ролях
У фільмі брали участь актори:

| Актор             | Роль               |
| ----------------- | ------------------ |
| Джеймс Нортон     | Ґарет Джонс        |
| Ванесса Кірбі     | Ада Брукс          |
| Пітер Сарсгаард   | Волтер Дюранті     |
| Джозеф Моул       | Джордж Орвелл      |
| Кеннет Кренем     | Девід Ллойд Джордж |
| Кшиштоф Пежинский | Максим Литвинов    |
| Яків Ткаченко     |                    |
| Олег Драч         |                    |
| Володимир Федорук |                    |
| Анна Шайдюк       |                    |
| Анастасія Чала    |                    |
| Аліна Ковальська  |                    |
| Шеді Отман        |                    |

## Виробництво

Перший промо-постер до фільму (2018)

### Кошторис
У 2017 році проєкт фільму став переможцем 10-го конкурсу кінопроєктів Держкіно в категорії Тематичні ігрові фільми (до 85-х роковин Голодомору 1932-33 років в Україні). До цього у 2016 році фільм також став переможцем пітчингу польського Polski Instytut Sztuki Filmowej. Загальний бюджет стрічки складає 262,2 млн гривень (24,6 млн злотих), з них приблизно 9,9 % або 25,9 млн гривень — частка надана українським Держкіном, а 12,2 % або 3 млн злотих — частка польського Polski Instytut Sztuki Filmowej.

### Спонсорство
У титрах згадується про фінансову допомогу від видатного канадського філантропа українського походження Джеймса Темертея, батьки якого походять з Донбасу.

### Кастинг
У лютому 2018 року стало відомо, що до акторського складу стрічки долучилися Джеймс Нортон та Ванесса Кірбі.

### Зйомки
Зйомки проходили в Україні, Польщі (Нижня Сілезія) та Великій Британії (Шотландія) Зйомки розпочалися в березні 2018 року в Києві. Сцени, дія яких відбувається в Москві, були зняті в Харкові. Більшість акторів стрічки — британські, але у ній також присутні декілька українських та польських акторів.

## Реліз
У січні 2019 року стало відомо що фільм відібрали до основного конкурсу кінофестивалю Berlin International Film Festival, і 10 лютого 2019 на фестивалі відбулася світова прем'єра стрічки. Згодом 16 березня 2019 року стрічку також було представлено в програмі «Фокус Польща» кінофестивалю Sofia International Film Festival.
Прем'єра фільму в Україні початково планувалася на 28 листопада 2019 року, український дистриб'ютор — UFD. Пізніше стало відомо, що прокатник фільму в Україні змінився з UFD на MMD UA; дата виходу залишилася незмінною — 28 листопада 2019 року.
Телевізійна прем'єра відбулася 28 листопада 2020 року на телеканалі «Україна».

## Відгуки кінокритиків

### За кордоном
Після показу стрічки на Берлінале 2019, більшість західних кінокритиків схвально відгукнулися про стрічку, хоча були й такі, які назвали фільм провалом.

## Нагороди та номінації
| Список нагород та номінацій                  | Список нагород та номінацій | Список нагород та номінацій                      | Список нагород та номінацій | Список нагород та номінацій | Список нагород та номінацій |
| Кінофестиваль/Кінопремія                     | Рік                         | Категорія                                        | Номінант(и)                 | Результат                   | Дж                          |
| -------------------------------------------- | --------------------------- | ------------------------------------------------ | --------------------------- | --------------------------- | --------------------------- |
| 69-й Берлінський міжнародний кінофестиваль   | 2019                        | «Золотий ведмідь» за найкращий фільм             | Ціна правди                 | Номінація                   | [ 22 ]                      |
| Фестиваль польських художніх фільмів у Гдині | 2019                        | »Золотий лев" Агнешці Голланд за найкращий фільм | Ціна правди                 | Перемога                    | [ 32 ]                      |